# Mount Silberhorn
Mount Silberhorn (maor. Rangirua) – czwarty pod względem wysokości szczyt Nowej Zelandii, położony w Alpach Południowych. Znajduje się na granicy regionów Canterbury i West Coast. Wznosi się na wysokość 3300 m n.p.m. Położony jest niecały kilometr na południe od Góry Tasmana i około 3 km na północny wschód od Góry Cooka.